# جوشيتو
جوشيتو هو تميمة كأس العالم لكرة القدم 1978 الذي عقد في الارجنتين.
وهو صبي يلبس طقم الأرجنتين مع كلمة أرجنتينا و78 على قبعته والسوط النموذجي مع تقاليد الأرجنتين.

## مقالات ذات صلة
- تمائم كأس العالم لكرة القدم
- كأس العالم لكرة القدم 1978